# Карлутская набережная
Карлутская набережная — набережная в Первомайском районе города Ижевска. Располагается в Центральном жилом районе города, за исключением дома № 1А, который относится к Южному жилому району. Проходит вдоль правого берега реки Карлутки от улицы Советской до проезда Орджоникидзе.
Нумерация домов ведётся на север от проезда Орджоникидзе.

## Описание
Карлутская набережная существует с 1940 года. Название происходит от речки Карлутки, вдоль берега которой проходит улица.
Набережная расположена между рекой Карлутка и улицей Орджоникидзе. Начинается от конца Советской улицы, фактически являясь её продолжением на юг. Пересекает улицу Ленина и далее проходит через ижевский Соцгород, где и заканчивается.
С чётной стороны примыкают проезд Орджоникидзе и Прасовский переулок.
Набережная застроена с обеих сторон, однако адрес «Карлутская набережная» имеют только дома вдоль её нечётной стороны, то есть как раз те, которые находятся между проезжей частью набережной и логом, по дну которого протекает Карлутка.

## Примечательные здания и сооружения
- № 1а — Ижевское протезно-ортопедическое предприятие
- № 3 — Городская клиническая больница № 5
- № 5 — центр временного содержания несовершеннолетних правонарушителей МВД УР
- № 7 — общежитие ГУССТ № 8 при Спецстрое России
- № 9 — торгово-офисный центр

## Транспорт
По Карлутской набережной не проходят маршруты общественного транспорта. Тем не менее, в шаговой доступности от улицы проходят 2 линии ижевского трамвая.

### Трамвай
- к началу набережной — ост. «Дом дружбы народов» (маршруты № , , , , )
- к середине набережной — ост. «Улица Краева» (маршруты № , , , , )
- к концу набережной — ост. «Речка Карлутка» (маршруты № , , , , )